# Espírito da escada
Em língua francesa há uma expressão, "L'esprit de l'escalier" ou "L'esprit d'escalier", cuja tradução literal seria algo como "O espírito da Escada".
Ela representa pensar em uma resposta esperta quando já é tarde demais. A frase pode ser usada para descrever uma resposta a um insulto, argumento ou comentário inteligente ou esperto do interlocutor que chega tarde demais para ter alguma utilidade.
Depois de ir embora, (descendo a escada da tribuna - daí a origem da expressão), encerrar o encontro (tarde demais) a pessoa encontra a frase justa que teria sido a resposta necessária para seu oponente. O fenômeno é geralmente acompanhado por um sentimento de arrependimento por não ter pensado na resposta quando ela mais era necessária ou adequada.
O espírito da escada também poderia ser uma frase que poderia ter decidido a discussão se não fosse pelo fato de já ser tarde demais.
A expressão foi usada originalmente no livro Paradoxe sur le Comédien de Diderot.